# Широкохвостая райская вдовушка
Широкохвостая райская вдовушка (лат. Vidua orientalis) — вид птиц из семейства вдовушковых. Обитают в Западной Африке. Живут в открытой акациевой саванне с разбросанными деревьями. Выделяют два подвида.

## Описание
Длина тела 13-14 см (самца в брачный период — 30-31 см за счет длинного хвоста из перьев, который появляется у него в это время). Масса 15-27 г. У самцов номинативного подвида в брачном наряде чёрная голова и верхние части тела, чёрное горло.

## Биология
Питаются мелкими семенами трав, подбираемыми с земли и из термитных куч. Гнездовые паразиты. Имитируют звуки, издаваемые видом-хозяином Pytilia melba.
МСОП присвоил виду охранный статус LC.